# All-Stars

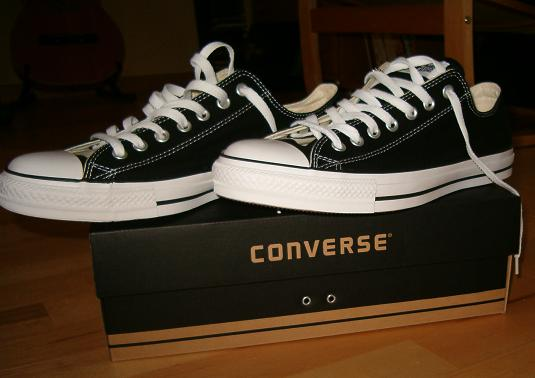
Klassiska svarta Chucks.

Converse All-Stars, även kända under namnen Chuck Taylor All-Stars, Chucks, Taylors och All-stars och All-Star, är en sko i kanvas och gummi (se: plimsolls) som introducerades år 1917. Den var från början avsedd som basketsko, men erhöll ingen vidare popularitet förrän dåtidens basketspelare Chuck Taylor gjorde reklam för den. Den bärs av inte minst basketspelare, och uppskattas vara en av världens mest burna skor.